# مطار بايشينغ جانغان
مطار بايشينغ جانغان (بالصينية: 白城长安机场) مطار عام يقع بمدينة بايتشنغ في جيلين في الصين. يبلغ طول المدرج 2500 م. يقع في بلدة تاوهي (洮河) في منطقة تاوبي، على بعد 16.5 كيلومتر (10.3 ميل) من وسط المدينة. حصل المطار على موافقة من الحكومة المركزية في 14 أكتوبر 2012، وبدأ البناء في 26 أكتوبر 2012. وبلغ إجمالي الاستثمار 480 مليون يوان. افتتح المطار في 31 مارس 2017، ليصبح خامس مطار مدني في محافظة جيلين.

## شركات الطيران والوجهات
| شركـات طيـران         | الوجهات                                                                              |
| --------------------- | ------------------------------------------------------------------------------------ |
| طيران الصين اكسبرس    | مطار داليان الدولي، مطار تيانجين الدولي                                              |
| China United Airlines | مطار بكين داشينغ الدولي، مطار شانغهاي بودنغ الدولي، مطار شيجياتشوانغ تشنغدينغ الدولي |

## وصلات خارجية
- http://www.flightstats.com/go/Airport/airportDetails.do?airportCode=